# Пау Касалс
Пау Касалс и Дефиљо (кат. Pau Casals i Defilló; рођен 29. децембра 1876. Вендрељ, Каталонија, Шпанија - умро 22. октобраа 1973. Сан Хуан, Порторико) је био шпански виолончелист, диригент и композитор.

## Биографија
Пау Касалс се сматра једним од највећих виолончелиста и композитора 20-ог века. На почетку Првог светског рата био је на врхунцу уметничке снаге и наступао по целој Европи. Након избијања грађанског рата 1936. у Шпанији и доласка Франциска Франка на власт, напушта домовину и сели се у Француску. 1946. године из протеста против Франковог режима и осталих влада које злостављају своје грађане одлучује да више неће наступати. 1956. године се сели у Порторико где оснива „Фестивал Касалс“, симфонијски оркестар и музичку школу. И даље није наступао у земљама које су службено признавале Франков режим. Године 1961. је направио један изузетак и наступио пред председником САД Ј. Ф. Кенедијем на његов позив. 1971. године када је имао 95 година свира пред Генералном Скупштином Уједињених нација. Током година бавио се и педагошким радом и предавао је на многим познатим светским факултетима. Као велики хуманиста и врло активан у свом мировном раду, био је номинован за Нобелову награду за мир. Никад се није вратио у Шпанију. Умире 1973. у Порторику. 	Након смрти диктатора Франка, Касалсови посмртни остаци су пренесени у родну Каталонију 1979. године. Постхумно га је шпански краљ Хуан Карлос I наградио, па је и 1976. издата поштанска марка са његовим ликом.
Нека од његових најпознатијих дела су Сарданес (сардана је врста каталонског плеса): Сардана Фестивола 1908, Сардана за оркестар и виолончело (Сант Феликс) 1927, и Сардана „Сант Марти дел Каниђо"(шп. Sardana de l'exil) 1943. године, те ораторијум Ел песебре којег је први пут извео 1960. године.
Касалс је био познат по виртуозном извођењу Бахових свита за виолончело.